# Herher
Herher – wieś w Armenii, w prowincji Wajoc Dzor. W 2011 roku liczyła 706 mieszkańców.